# Camactognathus borealis
Camactognathus borealis är en spindeldjursart som beskrevs av Bartsch 1991. Camactognathus borealis ingår i släktet Camactognathus, och familjen Halacaridae. Arten är reproducerande i Sverige.